# باليرو ريبيرا فولتش
باليرو ريبيرا فولتش (بالإسبانية: Valero Rivera Folch) (ولد في 22 فبراير 1985) هو لاعب كرة يد إسباني يلعب لصالح نادي نانت ومنتخب إسبانيا.

## روابط خارجية
- باليرو ريبيرا فولتش على موقع الاتحاد الأوروبي لكرة اليد (الإنجليزية)
- باليرو ريبيرا فولتش على موقع الاتحاد الفرنسي لكرة اليد (الفرنسية)
- باليرو ريبيرا فولتش على موقع أوليمبيديا (الإنجليزية)